# Nephrophyllum
Nephrophyllum,  biljni rod iz porodice slakovki smješten u tribus Dichondreae, dio potporodice Convolvuloideae. Jedina vrsta je N. abyssinicum, polugrm iz Etiopije i Eritreje
Rod je opisan u Tentamen Florae Abyssinicae. .. 2: 77. 1850.

## Sinonimi
- Hygrocharis Hochst. ex A.Rich.; Tent. Fl. Abyss. 2: 77 (1851)
- Hygrocharis abyssinica (A. Rich.) Hallier f.; Bot. Jahrb. Syst. 16: 569 (1893)